# Microsoft Word
Microsoft Word（マイクロソフト ワード）は、マイクロソフトがWindows、macOS、Android、iOS/iPadOS、ChromeOS、ウェブブラウザ向けに販売している文書作成ソフトウェア。
Microsoft Excelとともに、同社のオフィススイート、Microsoft Officeの中核をなすアプリケーションである。一般的にはワード（WordまたはMS-Wordとも）と呼ばれることが多いが、「ワード」と名称が付く商品名や商標名は他にもある。

## 歴史

### 初期
ゼロックスのパロアルト研究所で開発された世界初のGUI式ワードプロセッサであるBravoを開発したチャールズ・シモニーが1981年にマイクロソフトへ入社し、Multi-Tool Wordとしてワープロの開発を開始した。ゼロックスでインターンとして働き、後にワード開発の主要メンバーとなったリチャード・ブロディを間もなく採用した。ブロディは後にマイクロソフトを退社して著述業へ転身した。
マイクロソフトは1983年にXenix用とMS-DOS用のMulti-Tool Wordを発表した。この名前はすぐにシンプルなMicrosoft Wordへ改名された.。PC Worldの1983年11月号に無料体験版の付録がつき、世界で初めてフロッピーディスクを付録に付けた雑誌となった。マイクロソフトはWindows上で動作するWordのデモもこの年に披露した。
当時のほとんどのMS-DOS用アプリケーションと異なり、Microsoft Wordはマウスで操作することを前提に設計された。同社の製品として初めてグラフィカルユーザインタフェースを採用し、マイクロソフトマウスも同時発売された。初期のWindowsは、この初代Wordで採用されていたインターフェイスを採用しており、このWordを開発する際に構築された開発ライブラリ名がWindowsと呼ばれていた。広告にはマイクロソフト・マウスの写真が使われ、WYSIWYGのマルチウィンドウで動作するワードプロセッサーと宣伝され、アンドゥ機能があり、ボールド、イタリック、アンダーラインを表示することができたが、フォントを変更することはできなかった。当時主流であったWordStarと操作方法が大きくかけ離れていたこともあり当初は売れなかった。マイクロソフトは辛抱強くバージョンアップを重ね、5年間にバージョン2.0から5.0までリリースを続けた。1985年にマイクロソフトはWordをMacへ移植した。高い画面解像度と、当時これから市場に出ようとしていたレーザープリンターのサポートによりDOS版よりも使い勝手が向上した。先行していたLisaWriteやMacWriteに習いMac版Wordは真のWYSIWYGをサポートしていた。MacWriteよりも優れているとして市場のニーズをつかんだ。Mac版はリリース後4年以上に渡ってMS-DOS版よりも売れた。
1987年に発売された次バージョンのMac版はDOS版とバージョンナンバーを合わせるためにWord 3.0と名付けられた。マイクロソフトが別のプラットフォームとバージョンナンバーを合わせたのはこれが初めてであった。Word 3.0は内部のコードが大幅に改善され、Rich Text Format (RTF)を始めて実装するなどの新機能が盛り込まれたが、バグが多かった。MacWrite Proが1990年代中頃に開発を中止すると、以降Mac版Wordにはライバルと言えるライバルがなくなった。1992年に発売されたWord 5.1はそのエレガントさと使いやすさにより非常に人気が高かった。史上最も使いやすいMac版Wordと称賛された。
1986年にマイクロソフトはWordをAtari STへ移植し、Microsoft Writeの名前で発売することでアタリと合意した。Atari ST版はMac版Word 1.05からの移植で、バージョンアップ版が販売されることはなかった。
1989年にWindows版Wordのファーストバージョンが発売された。翌年にWindows 3.0が発売されると売れ行きが伸び始め、マイクロソフトはIBM PC互換機のワープロ市場でトップシェアに躍り出た。マイクロソフトはWindows版があまりによく売れたことから1991年に発売したDOS版のバージョン5.5をWindows風のユーザーインターフェイスに改めた。DOS版の古いWordには2000年問題があったため、マイクロソフトはDOS版5.5のダウンロード版を無料公開した。このダウンロード版は2019年10月現在もまだマイクロソフトのウェブサイトからダウンロードできる。
マイクロソフトは1991年にMicrosoft Wordを一から書き直すプロジェクト(コードネーム・ピラミッド)を立ち上げた。これによりMac版とWindows版のソースコードが共通化される予定であった。しかしながら再開発には多くの時間がかかるほか、今後どんどん追加される機能も追わなければならず、このプロジェクトは結局中止になった。その代わりWindows版とMac版のバージョン6.0はWindows版の2.0をベースとする形でコードの共有化が図られることになった。
マイクロソフトは1993年にWord 6.0を発売するときに再び各プラットフォームのバージョンナンバーを合わせ、DOS版、Mac版、Windows版がその対象となった。このDOS版6.0はDOS版の最終バージョンとなった。このバージョンではタイプミスを自動的に修復するAutoCorrect機能と、ドキュメントのフォーマットを一度に直せるAutoFormat機能が追加された。Windows版は米国のコンピューター誌(InfoWorldなど)で高い評価を得たが、Mac版は遅く不安定でありメモリ消費量が多いと言われ、Word 5.1と操作性が大きく変わってしまったと批判され、評判が悪かった。ユーザーからの要望を受け、マイクロソフトは既にサポートを終了したことになっていたWord 5のバージョンアップ版をリリースした。これ以降マイクロソフトはWindows版との完全なコード共有をあきらめ、Windowsからのコード移植とMacネイティブのコードを混ぜて実装するようになった。

### Windows版
Windows版は基本的なデスクトップパブリッシングの機能を備えており、市場で最も広く使われているワードプロセッサーである。ほとんどのユーザーはWordを所有しているか、Word形式に対応したワープロソフトを所有しており、またビューワーアプリもあるため、Wordのファイルは電子メールで共有するファイル形式として広く普及している。マイクロソフトはWindows 95の発売と同時期に、Word初の32ビット版であるWord 6をWindows NT用としてOfficeと共に発売した。これはWord 6.0をそのまま移植したものであった。Word 95からはバージョンナンバーではなく年号を加えるようになった

### Mac版
Mac版は1984年1月24日に発表され、1年後の1985年1月18日に発売された。DOS版、Mac版、Windows版は大きく異なっていた。Mac版だけがWYSIWYGでGUIを活用し、他機種より大きく進んでいた。当時の各機種のWordは後にバージョン1.0と付け直された。Mac版のバージョン2は存在せず、1987年1月31日にバージョン3がリリースされた。1990年11月6日にバージョン4.0がリリースされ、Excelとの自動リンク機能が追加されたほか、図形の回り込みや印刷レイアウトモード中の編集が可能になった。
1992年に発売されたMac版Word 5.1は68000用で、Macintosh専用に開発されたバージョンとしてはこれが最後とされた。次のWord 6はWindows版からの移植で評判が悪かった。クラシックMacOSではWord 5.1が最終版まで安定して動作した。文章の自動生成機能や番号の再割り当て機能があったことや、旧形式のファイル形式と互換性があるなどの理由により、多くの人がWord 5.1をエミュレーター上の旧Macで使用した。
マイクロソフトは1997年にMac OS対応アプリの開発を専門に行う独立した部署Macintosh Business Unitを設立。最初にリリースしたWord 98はOffice 98マック版と共に発売された。Windows版のWord 97とファイルに互換性があり、破線で示されるスペルチェック機能や文法チェック機能もWord 97ど同様に追加された。メニューやキーボードショートカットをWindows版Word 97形式とMac版Word 5形式から選べた。
2000年に発売されたWord 2001はclassic Mac OSで動作する最後のバージョンで、Mac OS X上ではClassic環境のみで動作した。2001年にリリースされたWord XはMac OS Xにネイティブで対応しており、Mac OS Xが必須になった。2008年1月15日に発売されたWord 2008はWindowsで先行採用されていたリボン式のインターフェイスを採用し、新しいOffice Open XMLフォーマットにネイティブに対応した。このバージョンはインテル版Macでネイティブに動作する最初のバージョンとなった。

### 日本語版
日本市場においてワープロソフトと言えば、MS-DOS時代からジャストシステムの一太郎が絶対的なシェアを持っており、英語文化圏で開発されたWordは文字数指定や縦書きといった日本語特有の文化に対応した機能を持っておらず、かつ、Microsoft製のWindows用の日本語入力ソフトであるMicrosoft IMEは未熟であったため、Wordは苦戦を強いられていた。また、英語文化圏でもコーレル（当時はノベル社）のWordPerfectがシェアを50%以上とっており、現在にあるその地位にはいなかった。ただ、Mac版は日本語化が遅れたため日本国内ではエルゴソフトのEGWORDに押されていたものの、英語文化圏においてクラリス社のMacWriteやNisus社のNisus Writerと並ぶ人気ワープロソフトであった。
その後、競合製品の機能を積極的に取り込んだほか、スタイルシートなどのオリジナルの機能も追加して高機能化を推し進めた（このWordオリジナルの機能は逆に競合製品に取り込まれている）。また、日本語独自機能はマイクロソフト（日本法人）が主体として開発するようになり、日本語処理を強化していった。
競合他社への情報提供の時間差を利用して自社製OSであるWindows 95の発売と同時に対応バージョンのWord 95を発売し、Excelの人気をテコにバンドルしたセットでPCメーカーにプリインストール販売戦略を推進することでシェアを高めていった。その結果、ライバルのWordPerfectのシェアが当時50%あったものが、コーレル売却時には10%になったため、当時のWordPerfectの開発元であったノベル社はMicrosoftを独占禁止法違反でユタ州連邦地方裁判所に提訴している。ノベル社の主張は、同社が「WordPerfect」と「Quattro Pro」を所有していた期間にMicrosoft社がオフィス向けアプリケーション市場の競争を排除する行為によってノベル社に損害を与えたというものである。現在、シェアはWordが圧倒的に優勢となっている。
また、日本国内においても、Microsoft Officeのバンドル・プリインストールの際はWordとExcelをセットで販売する方針を強化し、一太郎とExcelといった組み合わせを認めない、と行った手法が横行した。これには1998年11月に公正取引委員会より抱き合わせ販売にあたるとして排除勧告が出された。98年当時にはすでに「Word 97」の日本語版としての「Word 98」が発売されるほどにまで製品基盤が強化されており、この戦略が定着したものとなっていた。この時、この戦略をなぞる形で「Personal Business Edition」が発売されている。
Windows用ではWord95、97、98、2000、2002、2003、2007、2010、2013、2016、2019を経て、2024年現在「Word 2021」が最新版である。なお、Word 98は当時評判の悪かった日本語処理の向上、およびライバル製品（一太郎）の存在する日本市場上の戦略により投入された、欧米では発売されていない独自のバージョンである。またWord 98は大韓民国においても朝鮮語版が発売されている（発売の背景は不明）。
MicrosoftがDOS版、Macintosh版、Windows版のバージョンが異なっていた物を統一する事にした際、ローカライズの時間差からWord for WindowsのVer. 2.0の日本語版がVer. 5.0として登場したため、Ver. 1.2AからVer. 5.0へのジャンプとなった（英語版はVer. 2.0からVer. 6.0とジャンプした）。

### 特許
2009年8月、米国のテキサス州東部地区連邦地方裁判所がカナダの企業i4iによる特許侵害の訴えを認め、米国内でのMicrosoft Wordの販売・輸入を禁止する判決を下した。侵害が認められたのはXMLを用いたテキストの整形に関する特許。

## 互換性
基本的に上位互換で、新しいバージョンでは古いバージョンで作成したファイルを開くことができる。新しいバージョンで作成したファイルを古いバージョンで開いた場合、新しい機能を使って作成された部分は編集できないなどの制限があるほか、見た目も違う場合がある。単純なテキストの場合は、ほとんどの場合は問題ない。同じ内部バージョンでも、OSが違うとフォーマットが崩れる場合がある（例：内部バージョンが同じ12の、Word 2007で作成したファイルをWord 2008で開いた場合など）。印刷した際のフォーマットが重要な場合は、PDFなどで出力する必要がある。

## PDF出力
Word 2007から標準でPDF形式のファイルを書き出せるようになった。ただし、機能はAdobe Acrobatなどと比較して限定されたもので、複雑な図形などを使うと出力がおかしくなる。なお、macOSはもともとOS自体がPDF作成機能を持っている。

## 拡張子 .doc
Microsoft WordがDOS版の頃から使っている拡張子「.doc」は、古くから別のフォーマットのファイルにも使われていた。ソフトウェアを配布する場合、その説明書を「readme.doc」等のファイル名でプレーンテキストで付属させるケースが多かった。また、WordPerfectの文書も同じ拡張子を用いていた。
Windows 95が発売され、インターネットが爆発的に普及する時期になると、Windows 95に付属する簡易ワープロソフトとOffice 95のMicrosoft Wordが拡張子.docを使う事が問題視されるようになった。「拡張子が.docでもWordの文書でなければ従来のテキストファイルビューアで開き、Wordの文書であればWordで開く」という風変わりな拡張子判定プログラムが出回った程である。この時期からテキストファイルでは「.doc」を避けて「.txt」のみを用いるようになった。
Word 2007以降の文書ファイルの標準フォーマットにはOffice Open XMLが採用され、その拡張子は「.docx」である。ただし、互換性維持の観点から、Word 2007以降でも従来のWord 2003までの「.doc」フォーマットのファイル読み書きもできるようになっている。一方、「.docx」形式で作成された文書ファイルを、旧バージョンのWord 2003等で開くことはできないため、互換パックをMicrosoftのサイトからダウンロードする必要がある。

## 数式エディタ
Word 2003以前の数式エディタは、他のOfficeアプリケーションと同様にMicrosoft数式エディタ (Microsoft Equation Editor; MEE) を使用する。これはデザインサイエンス社のMathTypeの機能限定版であり、色付けや数式番号機能が使えない。
Word 2007では、マイクロソフト製の新しい数式エディタおよび独自のマークアップ言語 (Office Math Markup Language; OMML) が導入された。これはTeXのような打ち込みで記述が可能で、高度な数式が簡単に記述できるようになったが、日本語版では入力した英字が既定では斜体にならないというバグがある。これは2008年5月現在修正されていない。この新しい数式エディタはWord 2007でのみ使用可能で、PowerPoint/Excel 2007では使えない（画像ファイルになる）。PowerPoint/Excel 2010以降ではWord同等の機能が利用できるようになっている。
Word 2007以降では従来のMEE 3.0のデータを編集することも可能であったが、セキュリティ上の理由から2018年1月に機能削除された。MEE 3.0のデータを表示する機能は依然としてサポートされるが、編集機能削除に伴いMEE 3.0表示用のフォントが削除され、過去に作成したMEE 3.0の数式が表示ができない問題に対して、マイクロソフトは2018年4月に「MT Extra」フォントを無償公開し対応した。

## バージョン履歴
サポート期間は以下の通り。基本的にサポートの終了した製品には、セキュリティホールが見つかっても修正プログラムは提供されない。
- Word 2000から2016までのバージョンには、リリースから5年間のメインストリームサポートと、その次の5年間の延長サポートが提供される[36]。
- Word 2019にはリリースから5年間のメインストリームサポートと、その次の2年間の延長サポートが提供される。
- Word 2021以降にはリリースから5年間のメインストリームサポートのみ提供される。

| 凡例 | サポート終了 | サポート中 | 現行バージョン | 最新プレビュー版 | 将来のリリース |

| 発表年 | 名称                  | バージョン | 備考                                                              |
| ------ | --------------------- | ---------- | ----------------------------------------------------------------- |
| 1991   | Word for Windows 1.2  | 1.2        | Windows 3.0用。                                                   |
| 1992   | Word for Windows 1.2A | 1.2A       |                                                                   |
| 1993   | Word for Windows 5.0  | 5.0        | Windows 3.1用。Office 1.0/1.5に含まれる。                         |
| 1994   | Word for Windows 6.0  | 6.0        | Office 4.2/4.3に含まれる。                                        |
| 1995   | Word 95               | 7.0        | Office 95に含まれる。                                             |
| 1997   | Word 97               | 8.0        | Office 97(下記の"Office 97 Powered by Word 98"を除く)に含まれる。 |
| 1998   | Word 98               | 8.5        | Office 97 Powered by Word 98に含まれる。                          |
| 1999   | Word 2000             | 9.0        | Office 2000に含まれる。                                           |
| 2001   | Word 2002             | 10.0       | Office XPに含まれる。                                             |
| 2003   | Office Word 2003      | 11.0       | Office 2003に含まれる。                                           |
| 2007   | Office Word 2007      | 12.0       | Office 2007に含まれる。                                           |
| 2010   | Word 2010             | 14.0       | Office 2010に含まれる。                                           |
| 2013   | Word 2013             | 15.0       | Office 2013に含まれる。                                           |
| 2015   | Word 2016             | 2501       | Office 2016に含まれる。                                           |
| 2018   | Word 2019             | 2501       | Office 2019に含まれる。                                           |
| 2021   | Word 2021             | 2501       | Office 2021に含まれる。                                           |
| 2024   | Word 2024             | 2501       | Office 2024に含まれる。                                           |

この他にmacOS、MS-DOS、OS/2、UNIXに対応したバージョンが存在する（日本語版が未発売のバージョンを含む）。

## Word Viewerと後継
Windows版のみであるが閲覧用の単独アプリケーションとしてWord Viewerがマイクロソフトから無償で提供されていた。Microsoft Wordで作成された文書の表示・印刷などに限られる。2017年11月に更新およびダウンロード提供が終了し、Office MobileやOffice Onlineなどへの移行が案内されている。

### 日本における競合製品
- 一太郎（ジャストシステム）
- LibreOffice Writer（The Document Foundation）- 日本以外でも競合
- WPS Writer（キングソフト）- 日本以外でも競合
- StarSuite Writer（サン・マイクロシステムズ）- 日本以外でも競合
- CorelDRAW（コーレル）- 日本以外でも競合
- Apache OpenOffice Writer（Apacheソフトウェア財団）- 日本以外でも競合
- Pages（Apple）- 日本以外でも競合

### その他の国における競合製品
- WordPerfect - カナダ (Corel)
- アレアハングル - 韓国 (Hancom)
- WPS Office - 中国 (Kingsoft)